# Empresa Líneas Marítimas Argentinas

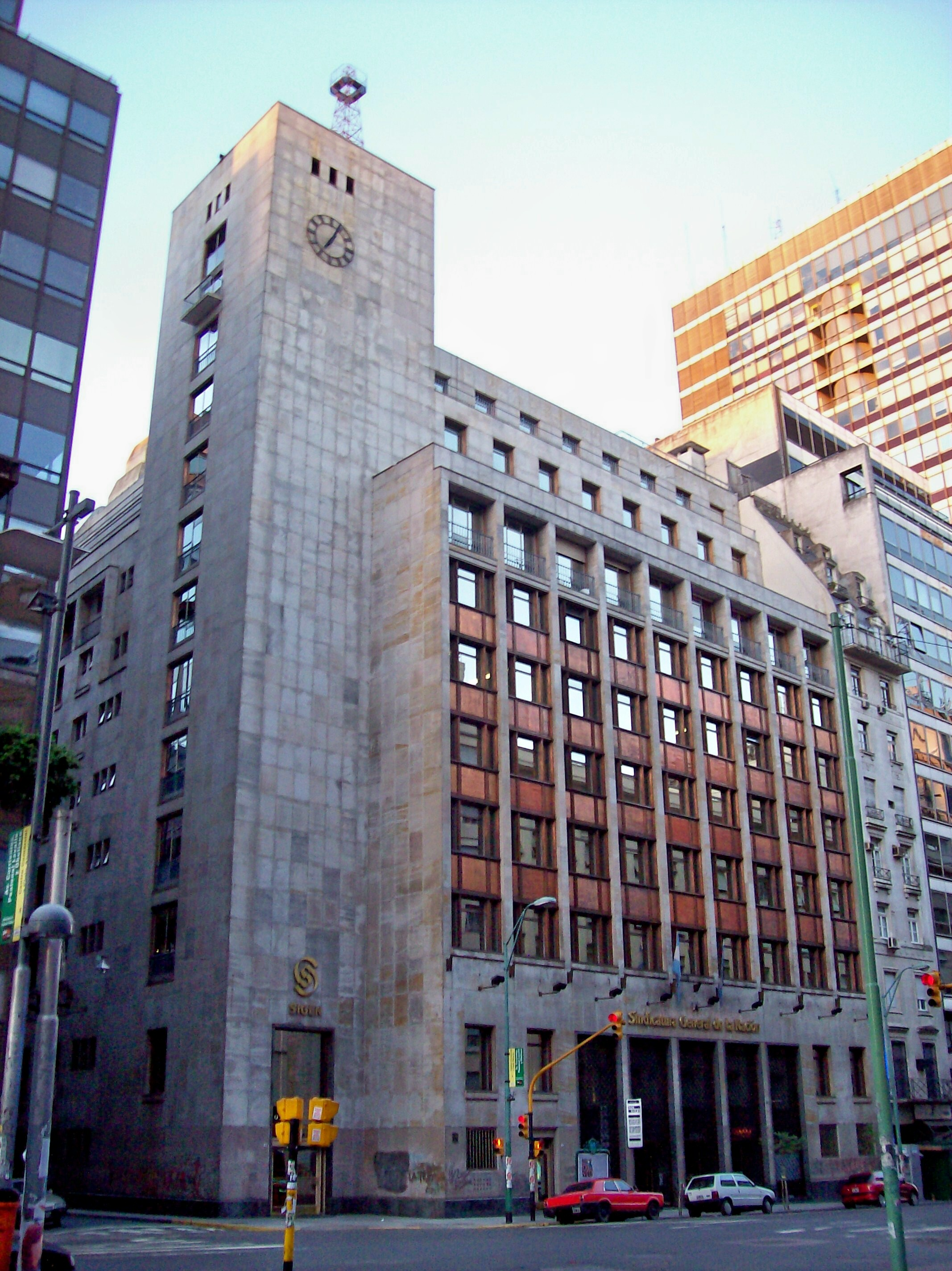
Ehemalige Verwaltung der Reederei in Buenos Aires

Die Empresa Líneas Marítimas Argentinas (ELMA) war eine argentinische Linienreederei, die von 1960 bis zum Jahr 1996 bestand. In ihren besten Jahren betrieb die ELMA 192 Schiffe und wickelte 50 % der argentinischen Exporte über See ab.

## Geschichte
Die ELMA ging auf die Reederei Compañia Argentina de Navegación Dodero zurück. Diese richtete 1949 mit der Presidente Peron eine Passagierlinie zwischen Buenos Aires und London ein, die 1950 mit den Schiffen Eva Peron und 17 de Octubre auf die Zielhäfen Vigo, Amsterdam und Hamburg ausgeweitet wurde. Weitere Dienste liefen bald darauf auch Rio de Janeiro, Las Palmas, Lissabon, Barcelona, Marseille, Neapel und Genua sowie Montevideo an. Nach dem Sturz der Regierung von Juan Perón stellte die Dodero-Linie ihren Betrieb ein und übergab den Betrieb der Schiffe an die Reederei Flota Argentina de Navegaceon de Ultramar (FANU). Im Jahr 1962 wurden die Reedereien FANU und Flota Mercante del Estado (FME) zur Empresa Lineas Maritimas Argentinas (ELMA) mit einer Flotte von über 60 Schiffen zusammengeschlossen. Ende der 1960er Jahre wurden die Passagierdienste eingestellt und die Flotte auf reine Frachtschiffe umgestellt. Das in Charter der ELMA eingesetzte deutsche Schiff E.L.M.A. Tres sank  am 26. November 1981 im Atlantik, wobei 23 Seeleute ums Leben kamen.
Im Falklandkrieg wurden 1982 zwei Schiffe der ELMA eingesetzt. Die 1978 gebaute Formosa traf am 20. April mit 20.000 Tonnen Lebensmitteln und schwerer Ausrüstung für die Zehnte Argentinische Brigade in Port Stanley ein, die Río Carcarañá am 25. April mit Waffen und Armeeversorgungsgütern. Die Formosa wurde nach dem Löschen der Ladung am 1. Mai aus der Luft angegriffen, konnte aber nach Argentinien zurückkehren, die Río Carcarañá wurde am 16. Mai in der Straße von San Carlos von britischen Sea Harriern mit Maschinengewehren angegriffen und von der Besatzung aufgegeben. Am 23. Mai versenkte ein Sea-Lynx-Hubschrauber das beschädigte Schiff.
Im Zuge der tiefgreifenden Wirtschaftsreformen der 1990er Jahre setzte Präsident Carlos Menem unter anderem die Privatisierung und damit letztlich Auflösung der defizitären Staatsreederei durch.